# Frank Bainimarama
Josaia Voreqe "Frank" Bainimarama (Tailevu, 27 de abril de 1954) é um militar e político fijiano, foi primeiro-ministro das ilhas de Fiji de 2007 a 2022.
Comumente conhecido como Frank Bainimarama, foi primeiro-ministro das Fiji, de 2007 a 2022. Membro do Primeiro Partido de Fiji, ele começou sua carreira como naval oficial e comandante das Forças Militares de Fiji.

## Vida
Bainimarama estudou no Colégio dos Irmãos Maristas, no Instituto Asiático de Tecnologia e na Universidade Dalhousie. Ele ingressou na Marinha de Fiji em 1975 e subiu na hierarquia tornando-se um Marinheiro Hável e um Aspirante em 1976, um Alferes em 1977 e mais tarde promovido a Subtenente no final daquele ano. Foi promovido a tenente-comandante em 1986 e tornou-se comandante e comandante da marinha de Fiji em 1988, mais tarde tornou-se capitão em 1991. Em 1997, Bainimarama foi nomeado Chefe do Estado-Maior do Forças Militares da República das Fiji. Em 1998, foi promovido a Comodoro e mais tarde tornou-se Comandante das Forças Armadas em 1999. Ele renunciou ao comando em 2014 e, em reconhecimento ao serviço militar, foi promovido a Contra-almirante.
Bainimarama instigou o golpe de 2006 removendo o primeiro-ministro Laisenia Qarase do poder. Posteriormente, ele restaurou Josefa Iloilo como presidente e ele próprio como primeiro-ministro interino em 2007. Ele manteve este título até as eleições de 2014, quando seu Primeiro Partido de Fiji venceu e foi empossado como primeiro-ministro de Fiji pelo presidente Epeli Nailatikau. Nas eleições gerais fijianas de 2018, o seu partido ganhou novamente uma maioria absoluta e Bainimarama foi empossado como primeiro-ministro fijiano para um segundo mandato em 20 de novembro de 2018.
Em janeiro de 2022, Bainimarama foi submetido a uma cirurgia cardíaca em Melbourne, Austrália. Durante sua recuperação, Aiyaz Sayed-Khaiyum foi nomeado primeiro-ministro interino. Bainimarama retornou a Fiji em março de 2022.
Ele foi descrito por alguns como um ditador, uma afirmação que ele nega.
Em 24 de dezembro de 2022, Bainimarama foi sucedido por Sitiveni Rabuka como primeiro-ministro das Fiji.